# Hofsá (Vopnafjörður)
Hofsá  (wymowa: [ˈhɔfsˌauː]) – rzeka we wschodniej Islandii, o długości 85 km. Powstaje z połączenia dwóch potoków. Początkowo płynie w kierunku północnym, a następnie w kierunku północno-wschodnim. Uchodzi do fiordu Vopnafjörður w okolicach miejscowości Vopnafjörður. 
Wzdłuż górnego odcinka rzeki biegnie droga nr 85, odchodząca od drogi nr 1 w kierunku Vopnafjörður. Natomiast w dolnym odcinku biegnie lokalna droga nr 920. Tuż przy ujściu rzeki do fiordu położony jest port lotniczy Vopnafjörður.
Rzeka prawie w całości położona jest w obrębie gminy Vopnafjarðarhreppur. Jedynie początkowy odcinek w gminie Múlaþing.
Hofsá zaliczana jest do ważnych łowisk łososia we wschodniej Islandii.